# Epicoma chrysosema
Epicoma chrysosema är en fjärilsart som beskrevs av Turner. Epicoma chrysosema ingår i släktet Epicoma och familjen tandspinnare. Inga underarter finns listade i Catalogue of Life.